# Porina lucida
Porina lucida är en lavart som beskrevs av R. Sant. Porina lucida ingår i släktet Porina och familjen Porinaceae.   Inga underarter finns listade i Catalogue of Life.